# Chimarra villalobosi
Chimarra villalobosi är en nattsländeart som beskrevs av Bueno-soria 1985. Chimarra villalobosi ingår i släktet Chimarra och familjen stengömmenattsländor. Inga underarter finns listade i Catalogue of Life.